# Kaiu
Kaiu – osiedle (alevik) w Estonii, w prowincji Raplamaa, w gminie Rapla. W 2020 roku zamieszkane przez 370 osób.
W latach 1993–2017 ośrodek administracyjny gminy Kaiu.

## Historia
Pierwsza wzmianka o Kaiu pochodzi z 1241 roku.
W 1977 roku od Kaiu oddzieliła się wieś Kasvandu.